# Mocidade Independente de Presidente Vargas
O Grêmio Recreativo Cultural Escola de Samba Presidente Vargas é uma escola de samba de Manaus, no Amazonas. Conhecida como ''Maternidade do Samba'' e "Águia da Matinha" , numa referência à Matinha, nome antigo do atual bairro Presidente Vargas, onde está a quadra da escola, mais precisamente na Avenida Ayrão, 282.

## História
A Presidente Vargas iniciou como Bloco de Enredo em 1985, tendo chegado ao auge em 1990 na então Av. Djalma Batista, foi quando revelou o cantor e compositor Miguel Faria.
Em 1999 desfilou apenas com abadás em homenagem ao falecido cantor de toadas de boi e morador da Matinha - Casagrande, falecido em dezembro de 1998. Naquele ano, não houve subvenção às pequenas escolas por parte da prefeitura da cidade e do governo do Estado. Em 2000 a escola voltou à cena e é campeã junto às outras três agremiações (Ipixuna, Ciganos e Primos da Ilha) já que não houve julgamento. Em 2001 mais uma vez não houve julgamento oficial.
Em 2002 a escola desfilou mas não concorreu ao título em represália à direção do Grupo 1, por vários aspectos. Nos anos seguintes conquistou três vice-campeonatos (2003 e 2004 pelo Grupo 1, e 2005 pelo Grupo Especial - Convidadas) e obteve dois títulos (2006 pelo Grupo Especial - Convidadas, e em 2007 pelo Grupo de Acesso). Tanto em 2008 quanto em 2009 ficou em oitavo lugar ao disputar o Grupo Especial.
Em 2010, às vésperas do Carnaval, decisão judicial determinou que a AGEESMA não era obrigada a permitir que a Presidente Vargas e a Andanças de Ciganos desfilasse, motivo pelo qual ambas as escolas não participaram do Carnaval em 2010, no entanto, foram aceitas no Grupo Especial no ano seguinte. Por isso, a Presidente Vargas utilizou em 2011 o mesmo enredo que seria apresentado em 2010.
Caiu para o Acesso A em 2012, onde desfilou com o enredo "Dona Flor", homenageando a floricultura mais famosa da cidade, obtendo o título de campeã do grupo. Em 2013, na sua volta ao Grupo Especial, a escola homenageou o centenário do Atlético Rio Negro Clube, porém terminou a apuração em último lugar e retornou ao Acesso A em 2014, sofrendo novo descenso. A partir de então, passou a figurar no Grupo de Acesso B, onde já obteve dois vice-campeonatos (2016 e 2018).

## Segmentos

### Presidentes
| Nome                       | Mandato                      | Ref.  |
| -------------------------- | ---------------------------- | ----- |
| João Almeida               | 1995-2011                    | [ 3 ] |
| José Garcia Rodrigues Neto | 2011- abril de 2013          | [ 5 ] |
| Márcio Almeida             | Abril de 2013-agosto de 2015 | [ 6 ] |
| Michel Torres              | agosto de 2015 - junho 2017  |       |
| Michel Torres              | Outubro de 2017- 2019        |       |
| Garcia Neto                | Maio de 2019                 |       |

### Diretores
| 2013 |                      |                      | Belk                          | [ 5 ] |      |             |  |                  |  |
| 2014 | Comissão de Carnaval | Comissão de Harmonia | Luciano                       |       |      |             |  |                  |  |
| 2015 |                      |                      |                               |       |      |             |  |                  |  |
| 2016 |                      |                      | Luciano, Luiz, Bento e Rangel |       |      |             |  |                  |  |
| 2017 |                      |                      | Vinicius Salomão              |       |      |             |  |                  |  |
| 2018 |                      |                      | José Nascimento               |       |      |             |  |                  |  |
| 2019 | André Felix          |                      | Vinicius Salomão              |       |      |             |  |                  |  |
| 2020 | Comissão de Carnaval | Duda Pacheco         | Vinicius Salomão              |       | 2023 | André Félix |  | Vinícius Salomão |  |
| 2024 | Naian Nascimento     |                      | Vinícius Salomão              |       |      |             |  |                  |  |

### Casal de Mestre-sala e Porta-bandeira
| Ano  | Nome                       | Ref. |
| 2018 | Jorge Matheus e Nawane     |      |
| 2019 | Jorge Matheus e Rana Lopes |      |
| 2020 | Vitinho e Jenice Silva     |      |

### Corte de bateria
| Ano  | Rainha de Bateria | Rainha da Escola | Musa da Bateria |
| ---- | ----------------- | ---------------- | --------------- |
| 2019 | Erica Castro      | Jennifer Santos  | Nathally Helena |
| 2020 | Maylin Menezes    |                  |                 |

## Carnavais
| Ano                                                                                | Colocação            | Grupo                 | Enredo | Carnavalesco                  | Intérprete       | Ref         |
| ---------------------------------------------------------------------------------- | -------------------- | --------------------- | --- | ----------------------------- | ---------------- | ----------- |
| 1996                                                                               | 3° lugar             | 1                     | Alô Manaus! |                               |                  |             |
| 1997                                                                               | 3° lugar             | 1                     | O enigma das Amazonas |                               |                  |             |
| 1998                                                                               | 3° lugar             | 1                     | Noites de Festa, Dia de Reis |                               |                  |             |
| Desfilou, mas não disputou em 1999                                                 |                      |                       | |                               |                  |             |
| 2000                                                                               | Campeã               | 1                     | |                               |                  |             |
| 2001                                                                               | Campeã               | 1                     | O Mundo da Alegria |                               |                  |             |
| Desfilou, mas não disputou em 2002                                                 |                      |                       | |                               |                  |             |
| 2003                                                                               | Vice-Campeã          | 1                     | Fome Zero: Estava Escrito Nas Estrelas |                               |                  |             |
| 2004                                                                               | Vice-Campeã          | 1                     | Pará, Patchuli, Banho de Cheiro Pelo Ar |                               |                  |             |
| 2005                                                                               | Vice-Campeã          | Especial - Convidadas | Quando o Brasil Começou a Sambar |                               |                  |             |
| 2006                                                                               | Campeã               | Especial - Convidadas | Um Pequeno Grão de Areia, Uma Duna de Sabedoria. Sinésio Campos Hoje é o Rei Desta Folia |                               |                  |             |
| 2007                                                                               | Campeã               | Acesso                | Nova Olinda do Norte |                               |                  |             |
| 2008                                                                               | 8° lugar             | Especial              | Do Barro Se Fez o Homem, O Homem se Fez Oleiro, e Assim Surgiu Iranduba, Porque Deus é Brasileiro Compositor:Miguel Faria |                               | Miguel Faria     | [ 7 ]       |
| 2009                                                                               | 8° lugar             | Especial              | Roraima do Extremo Norte do País |                               |                  |             |
| 2010                                                                               | Impedida de desfilar | Impedida de desfilar  | No Planalto Central nasce a nova capital, Brasília 50 anos de Glória |                               |                  |             |
| 2011                                                                               | 10º lugar            | Especial              | Uma homenagem amazônica aos 50 anos da Capital do Brasil |                               |                  |             |
| 2012                                                                               | Campeã               | Acesso A              | Dona Flor |                               |                  | [ 3 ] [ 4 ] |
| 2013                                                                               | 8º lugar             | Especial              | Em seus espelhos se refletem a tradição, nos esportes, garra e coração. Atlético Rio Negro Clube, 100 anos de amor e paixão Compositores: Kleber Paiva, Marlon Oliveira, Rodrigo Novaes, Shazam, Thiago Meiners e Betinho Filho | Marino Caldas Edmundo Martins | Evandro Malandro | [ 5 ]       |
| 2014                                                                               | 5º lugar             | Acesso A              | Mãos | Comissão de Carnaval          | Agnaldo do Samba |             |
| 2015                                                                               | 4º lugar             | Acesso B              | Matinha, uma história de amor, cultura e arte |                               | Fabinho da PV    |             |
| 2016                                                                               | Vice-Campeã          | Acesso B              | Miscigenação que veste minh'alma, relicário de rara beleza, meu querubim fiel e amado, salve São Gabriel da Cachoeira! | Comissão de Carnaval          | Hemerson         |             |
| 2017                                                                               | 4º lugar             | Acesso B              | Mas olha já!? Avermelhou do lado de lá: Israel Paulain é a festa e já vai começar | Marcos Dorgam                 | Diego            |             |
| 2018                                                                               | Vice-Campeã          | Acesso B              | Nas asas da minha água, vivi e vim mostrar, que cultura de bar também é popular |                               |                  |             |
| 2019                                                                               | Vice Campeã          | Acesso B              | O Soldado Inabalável, Vestido com as Armas de Jorge. Carliomar Brandão, hoje Minha Águia te Dedica o Pavilhão! | Macos Dorgam                  |                  |             |
| 2020                                                                               | Vice-Campeã          | Acesso A              | Um mundo em letras, poses em fotos. O bom da vida, o sorriso, quem acontece... A PV, orgulhosamente, apresenta: A coluna social! Vem celebridades, só vem!                                                                      | Comissão de Carnaval          | Carlos Endryl    |             |
| Devido à pandemia do novo Coronavírus, não houve carnaval nos anos de 2021 e 2022. |                      |                       | |                               |                  |             |
| 2023                                                                               | Vice-Campeã          | Acesso A              | Caprichando no presente, garantindo no futuro, com as bênçãos da padroeira. Parintins, uma ilha sempre encantada |                               |                  |             |
| 2024                                                                               | 4° lugar             | Acesso A              | Samba Raiz é Samba Paixão - Couro Velho, 20 Anos de Tradição |                               |                  |             |
| 2025                                                                               | Campeã               | Acesso A              | Águas e Florestas - Os Encantos do Sul de Roraima |                               |                  |             |